# Spherillo panningi
Spherillo panningi is een pissebed uit de familie Armadillidae. De wetenschappelijke naam van de soort is voor het eerst geldig gepubliceerd in 1934 door Alceste Arcangeli.